# Хъркане
Хъркането представлява вибрации на меките тъкани на фаринкса и произтичащия звук, дължащ се на възпрепятстваното движение на въздуха по време на дишането, докато спим. В някои случаи звукът може да е слаб, но в повечето случаи може да бъде силен и неприятен за околните. Хъркането може да е признак за обструктивна сънна апнея. Различни изследвания сочат, че хъркането е един от факторите за лишаване от сън.

## Причини
Хъркането е резултат от отпускането на мъжеца и мекото небце. Тези тъкани могат да се отпуснат достатъчно, за да блокират частично дихателните пътища, което води до неправилен въздушен поток и вибрации. Хъркането може да се припише на една или няколко от следните причини:
- генетична предразположеност
- слабост на гърлото, която кара горните дихателни пътища да се затварят по време на сън[3]
- неправилна челюст, често причинена от напрежение в мускулите[2]
- затлъстяване, при което мазнините се събират във и около гърлото[4][3]
- запушване в носния канал[2]
- обструктивна сънна апнея[2]
- лишаване от сън[2]
- тютюнопушене и тютюневия дим
- консумация на успокоителни, алкохол или други наркотици, отпускащи мускулите на гърлото.[2][4]
- спане по гръб, което може да доведе до падане на корена на езика към гърба на устата[2]
- дишане през устата[5]

## Възможни последствия
Известно е, че хъркането причинява недоспиване на хъркащите и хората около тях, както и дневна сънливост, раздразнителност, разсеяност и намалено либидо. Предполага се също, че то може да причини значителни психологически и социални проблеми на страдащите. Множество изследвания разкриват положителна зависимост между силното хъркане и риска от сърдечен удар (около 34%) и инсулт (около 67%).
Нови проучвания свързват „силното хъркане“ с развитието на атеросклероза на каротидната артерия.

## Лечение
Няма установено лечение, което може напълно да спре хъркането. Почти всички лечения за хъркане се въртят около намаляване на дихателния дискомфорт чрез прочистване на запушването във въздушния проход. Медикаментите обикновено не са полезни за лечение на симптомите на хъркане, въпреки че могат да помогнат за контролиране на някои от основните причини като назална конгестия и алергични реакции. Поради тази причина на първа линия като лечение за спиране на хъркането лекарите често препоръчват промени в начина на живот, а именно – отслабване (за намаляване на мазнините в областта на гърлото), спиране на пушенето (което отслабва и запушва гърлото), избягване на алкохола и седативните лекарства преди лягане (които отпускат мускулите на езика и гърлото) и спане на една страна (за да не се блокира езика на гърлото).

## Епидемиология
Статистиката свързана с хъркането често е противоречива, но се предполага, че поне 30% от възрастните хора хъркат. Едно проучване на 5 713 жители на Америка съобщава за обичайно хъркане при 24% от мъжете и 13,8% от жените, което нараства до 60% от мъжете и 40% от жените на възраст от 60 до 65 години, предполагащо повишена податливост към хъркане с възрастта.
Проучване, направено във Великобритания изчислява, че около 37% от 408 337 участници хъркат и потвърждава положителна асоциация с по-големия индекс на телесна маса, по-ниския социално-икономически статус, по-честото пушене и консумацията на алкохол.